# Nico Panagio
Nicolaos Panagiotopoulos là một diễn viên, doanh nhân và là người dẫn chương trình người Nam Phi. Anh được biết đến với vai diễn trước đây trong vở opera 7de Laan và  người dẫn chương trình trên Top Billing.

## Dẫn chương trình
| Năm       | Tựa đề                | Vai                     |
| --------- | --------------------- | ----------------------- |
| 2002-2007 | 7de Laan              | George Kyriakis         |
| 2005      | Zone 14               | Mr Big                  |
| 2008      | Ella Blue             | Gabriel "Bok" Bockelman |
| 2010-nay  | Survivor South Africa | Dẫn chương trình        |
| 2021      | Hoa hậu Nam Phi 2021  | Dẫn chương trình        |

## Đóng phim
| Năm  | Tựa đề             | Vai         |
| ---- | ------------------ | ----------- |
| 2010 | Susanna van Biljon | Max Joubert |
| 2012 | Semi-Soet          | JP Basson   |
| 2014 | Vrou Soek Boer     | Neil        |
| 2014 | Konfetti           | Jean        |
| 2016 | The CEO            | Riikard     |
| 2017 | Vuil Wasgoed       |             |